# Indijska astronomija
Indijska astronomija se razvila od religijskih koncepata, o čemu svedoče prve astronomske reference u indijskoj književnosti tokom 2. milenijuma pne. pri čemu se spominje razvoj Jyotiṣa Vedānga i drugih ogranaka sveopštih znanja poznatih kao Vedange. Tokom sledećih vekova je niz indijskih astronoma proučavao razne astronomske probleme te ih delili sa drugim kulturama.

## Literatura
- Abraham, G. (2008), "Gnomon in India", Encyclopaedia of the History of Science, Technology, and Medicine in Non-Western Cultures (2nd edition) edited by Helaine Selin, pp. 1035–1037, Springer.  978-1-4020-4559-2.
- Almeida, D. F. etc. (2001), "Keralese Mathematics: Its Possible Transmission to Europe and the Consequential Educational Implications", Journal of Natural Geometry, 20:77–104.
- Baber, Zaheer (1996). The Science of Empire: Scientific Knowledge, Civilization, and Colonial Rule in India. State University of New York Press. ISBN 0-7914-2919-9.
- Dallal, Ahmad (1999), "Science, Medicine and Technology", The Oxford History of Islam edited by John Esposito, Oxford University Press.
- Hayashi, Takao (2008), Aryabhata I, Encyclopædia Britannica.
- Hayashi, Takao (2008), Bhaskara I, Encyclopædia Britannica.
- Hayashi, Takao (2008), Brahmagupta, Encyclopædia Britannica.
- Hayashi, Takao (2008), Shripati, Encyclopædia Britannica.
- J.A.B. van Buitenen (2008), calendar, Encyclopædia Britannica.
- Joseph, George G. (2000). The Crest of the Peacock: Non-European Roots of Mathematics. Penguin Books. ISBN 0-691-00659-8.
- King, David A. (2002), "A Vetustissimus Arabic Text on the Quadrans Vetus", Journal for the History of Astronomy, 33: 237–255.
- Klostermaier, Klaus K. (2003), "Hinduism, History of Science and Religion", Encyclopedia of Science and Religion edited by J. Wentzel Vrede van Huyssteen, pp. 405–410, Macmillan Reference USA.  0-02-865704-7.
- Raju, C. K. (2001). „Computers, Mathematics Education, and the Alternative Epistemology of the Calculus in the Yuktibhasa”. Philosophy East and West. 51 (3): 325—362. S2CID 170341845. doi:10.1353/pew.2001.0045..
- Ramasubramanian, K. etc. (1994), "Modification of the earlier Indian planetary theory by the Kerala astronomers (c. 1500 AD) and the implied heliocentric picture of planetary motion", Current Science, 66: 784–790.
- Sarma, K.V. (2008), "Acyuta Pisarati", Encyclopaedia of the History of Science, Technology, and Medicine in Non-Western Cultures (2nd edition) edited by Helaine Selin, p. 19, Springer.  978-1-4020-4559-2.
- Sarma, K.V. (2008), "Armillary Spheres in India", Encyclopaedia of the History of Science, Technology, and Medicine in Non-Western Cultures (2nd edition) edited by Helaine Selin, p. 243, Springer.  978-1-4020-4559-2.
- Sarma, K.V. (2008), "Astronomy in India", Encyclopaedia of the History of Science, Technology, and Medicine in Non-Western Cultures (2nd edition) edited by Helaine Selin, pp. 317–321, Springer.  978-1-4020-4559-2.
- Sarma, K.V. (2008), "Lalla", Encyclopaedia of the History of Science, Technology, and Medicine in Non-Western Cultures (2nd edition) edited by Helaine Selin, p. 1215, Springer.  978-1-4020-4559-2.
- Sarma, N. (2000). „Diffusion of astronomy in the ancient world”. Endeavour. 24 (2000): 157—164. PMID 11196987. doi:10.1016/S0160-9327(00)01327-2..
- Sharma, V.N. (1995), Sawai Jai Singh and His Astronomy, Motilal Banarsidass.  81-208-1256-5.
- Sharma, V.N. (2008), "Observatories in India", Encyclopaedia of the History of Science, Technology, and Medicine in Non-Western Cultures (2nd edition) edited by Helaine Selin, pp. 1785–1788, Springer.  978-1-4020-4559-2.
- Savage-Smith, Emilie (1985), Islamicate Celestial Globes: Their History, Construction, and Use, Smithsonian Institution Press.
- Subbaarayappa, B.V. (1989), "Indian astronomy: an historical perspective", Cosmic Perspectives edited by Biswas etc., pp. 25–41. Cambridge University Press.  0-521-34354-2.
- Tripathi, V.N. (2008), "Astrology in India", Encyclopaedia of the History of Science, Technology, and Medicine in Non-Western Cultures (2nd edition) edited by Helaine Selin, pp. 264–267, Springer.  978-1-4020-4559-2.